# Tapaz
Tapaz ist eine philippinische Stadtgemeinde in der Provinz Capiz. Sie hat 51.313 Einwohner (Zensus 1. August 2015).

## Baranggays
Tapaz ist politisch in 58 Baranggays unterteilt.
| - Abangay - Acuña - Agcococ - Aglinab - Aglupacan - Agpalali - Apero - Artuz - Bag-Ong Barrio - Bato-bato - Buri - Camburanan - Candelaria - Carida - Cristina - Da-an Banwa - Da-an Norte - Da-an Sur - Garcia - Gebio-an | - Hilwan - Initan - Katipunan - Lagdungan - Lahug - Libertad - Mabini - Maliao - Malitbog - Minan - Nayawan - Poblacion - Rizal Norte - Rizal Sur - Roosevelt - Roxas - Salong - San Antonio - San Francisco | - San Jose - San Julian - San Miguel Ilawod - San Miguel Ilaya - San Nicolas - San Pedro - San Roque - San Vicente - Santa Ana - Santa Petronila - Senonod - Siya - Switch - Tabon - Tacayan - Taft - Taganghin - Taslan - Wright |